# Esonius panopus
Esonius panopus – gatunek chrząszcza z rodziny kózkowatych i podrodziny zgrzypikowych. Jedyny przedstawiciel rodzaju Esonius.

## Zasięg występowania
Gatunek ten występuje w południowej Brazylii, notowany w stanach Mato Grosso, Goiás i Minas Gerais.